# واين آرثرز

## وصلات خارجية
- واين آرثرز على موقع رابطة محترفي التنس (الإنجليزية)
- واين آرثرز على موقع الاتحاد الدولي لكرة المضرب (الإنجليزية)
- واين آرثرز على موقع كأس ديفيز (الإنجليزية)
- واين آرثرز على موقع اتحاد التنس الأسترالي (الإنجليزية)
- واين آرثرز على موقع خلاصة التنس.كوم (الإنجليزية)
- واين آرثرز على موقع إي إس بي إن.كوم (الإنجليزية)
- واين آرثرز على موقع اللجنة الأولمبية الدولية (الإنجليزية)
- واين آرثرز على موقع أوليمبيديا (الإنجليزية)
- واين آرثرز على موقع اللجنة الأولمبية الأسترالية (الإنجليزية)
- أخر نتائج اللاعب
- تاريخ تصنيف اللاعب